# Angolese kwanza
De Angolese kwanza is de munteenheid van Angola. Een kwanza is onderverdeeld in honderd lwei.
Er worden munten gebruikt van 10 en 50 lwei en van 1, 2 en 5 kwanza. Het papiergeld is beschikbaar in 1, 5, 10, 50, 100, 200, 500, 1000 en 2000 kwanza; in 2013 verschenen er nieuwe biljetten van 50, 100, 200, 500, 1000, 2000 en 5000. Op de bankbiljetten staan afgebeeld Agostinho Neto en José Eduardo dos Santos.

## Geschiedenis
De eerste munten in Angola waren van Spaanse en Portugese komaf en werden ingevoerd in de 16e en 17e eeuw. In 1914 werd in Angola de Angolese escudo (AOE) 1:1 als opvolger van de tot dan gebruikte milreis ingevoerd. In 1926 werd deze munt vervangen door de angolar (AOA) in een verhouding van 1,25:1. In 1958 werd de volgende escudo ingevoerd (AOS). 
Na het verkrijgen van de onafhankelijkheid in 1975 werd op 8 januari 1977 de Angolese escudo vervangen door de kwanza (AOK) die op 25 september 1990 in beperkte mate kon worden ingewisseld tegen de novo kwanza (AON) in een verhouding 1:1. Als gevolg van die beperking leverde deze operatie de Angolese regering een behoorlijk bedrag op. Op 1 juli 1995 vond er een volgende geldhervorming plaats, waarbij drie nullen verdwenen en de kwanza reajustado (AOR) het wettige betaalmiddel werd. De huidige kwanza (AOA) verving de AOR op 13 december 1999 waarbij 6 nullen vervielen.

### Historisch overzicht Angolese munteenheid
- -1914: reaal
- 1914-1928: eerste Angolese escudo
- 1928-1958: angolar
- 1958-1977: tweede Angolese escudo
- 1977-1990: (primeiro) kwanza, code AOK
- 1990-2000: novo kwanza, code AON
- 1995-1999: kwanza reajustado, code AOR
- sinds 1999: (segundo) kwanza, code AOA

## Wisselkoersen
In de periode 2010 tot en met 2014 was de wisselkoers van de kwanza versus de euro redelijk stabiel en schommelde met een kleine marge zo rond de 125 kwanza voor één euro. Sinds 2014 staat de economie van het land en de inkomsten van de overheid onder druk door de dalende olieprijs. In 2015 en 2016 daalde de kwanza zo'n 50% in waarde om vervolgens te stabiliseren tot begin 2018. De koers lag toen rond de 200 kwanza voor een euro. Nadien is de waardevermindering versterkt doorgezet waarbij ook een groeiend verschil ontstond in de waarde van de kwanza op de zwarte markt en de officiële wisselkoers. In oktober 2019 nam de centrale bank maatregelen het verschil te verkleinen wat heeft geleid tot een forse depreciatie van de kwanza versus de euro en de dollar.
| Jaar | Jaargemiddelde vs US$ | Jaargemiddelde vs Euro |
| ---- | --------------------- | ---------------------- |
| 2010 | 92,4                  | 122,1                  |
| 2011 | 95,3                  | 125,6                  |
| 2012 | 95,8                  | 125,6                  |
| 2013 | 97,6                  | 133,6                  |
| 2014 | 102,1                 | 125,8                  |
| 2015 | 135,3                 | 147,2                  |
| 2016 | 165,9                 | 185,4                  |
| 2017 | 166,7                 | 186,3                  |
| 2018 | 253,3                 | 297,5                  |